# Ring of Fire (sång)
Ring of Fire är en sång skriven av June Carter Cash och Merle Kilgore och framförd av Johnny Cash. Låten släpptes som singel år 1963 och finns även med på samlingsalbumet Ring of Fire: The Best of Johnny Cash. 

## Om låten
Låten spelades in den 25 mars 1963 och blev den största hiten under Cashs karriär. Den låg etta på hitlistorna i sju veckor.  Det är än i dag en av Johnny Cashs mest kända låtar.
Låten handlar om att bli kär, vilket June Carter blev i Johnny vid tiden då hon skrev sången. Det finns källor som uppger att June Carter läste frasen "Love is like a burning ring of fire" i en diktsamling och inspirerades till att skriva en sång med temat. 
Låten framfördes ursprungligen av June Carters syster, Anita Carter, på albumet Folk Songs Old and New, och då med titeln (Love's) Ring of Fire. Efter att ha hört Anitas version, påstod Johnny att han haft en dröm där han hört sången spelas av "mexikanska blåsinstrument". Johnny ska sen ha sagt till Anita: "Jag ger dig fem eller sex månader till, och om inte du slår med den, så kommer jag spela in den som jag känner det."
Låten blev ingen hit med Anita Carter, så Johnny Cash spelade in den på sitt eget sätt. Då gick det genast mycket bättre.
Fyra år efter att låten släppts så gifte sig Johnny Cash och June Carter. Johnny Cash har påstått att giftermålet satte stopp för hans drogmissbruk och alkoholism.

## Coverversioner
Det har gjorts åtskilliga covers på låten, och här följer en lista över några artister som tolkat låten:
- Social Distortion
- Bowling for Soup
- Eric Burdon
- Alan Jackson
- Dwight Yoakam
- Frank Zappa
- Blondie
- DragonForce

## Listplaceringar

### Johnny Cash
| Lista (1963)              | Placering |
| ------------------------- | --------- |
| Schweiz                   | 77        |
| USA (Billboard Hot 100)   | 17        |
| USA (Hot Country Singles) | 1         |
| Västtyskland              | 27        |

### Alan Jackson
| Lista (2010)            | Placering |
| ----------------------- | --------- |
| USA (Hot Country Songs) | 45        |

### Fotnoter
1. ↑  [Ring of Fire på Allmusic (engelska) "Song Review"]. AllMusic.com. Retrieved on March 23, 2007.
2. ↑  ”Listplacering”. http://hitparade.ch/showitem.asp?interpret=Johnny+Cash&titel=Ring+Of+Fire&cat=s. Läst 30 april 2011.